# 10156 Darnley
10156 Darnleyeller 1994 VQ7 är en asteroid i huvudbältet som upptäcktes den 7 november 1994 av de båda japanska astronomerna Seiji Ueda och Hiroshi Kaneda i Kushiro. Den är uppkallad efter astrofysikern Matthew Darnley.
Asteroiden har en diameter på ungefär 3 kilometer.